# جنت زبیر رحمانی
جنت زبیر رحمانی (به انگلیسی: Jannat Zubair Rahmani) (زاده ۲۹ اوت ۲۰۰۱) بازیگر هندی است.
از فیلم‌هایی که وی در آن نقش داشته‌است می‌توان به پایان عشق اشاره کرد.